# 蘭州西駅北広場駅
蘭州西駅北広場駅（らんしゅうにしえき きたひろば-えき）は中華人民共和国甘粛省蘭州市七里河区に位置する蘭州軌道交通1号線の駅である。

また、当駅の地上には国鉄の蘭州西駅が位置している。

## 歴史
- 2019年6月23日：1号線の駅として開業[1]。

## 駅周辺
- 国鉄蘭州西駅

## 隣の駅
蘭州軌道交通
■1号線
土門墩駅 - 蘭州西駅北広場駅 - 西站什字駅